# Pałac Albertich w Wałbrzychu
Pałac Albertich – reprezentacyjny zabytkowy pałac w Wałbrzychu, wzniesiony w latach 1801–1803 w stylu klasycystycznym według projektu L. Niederräckera, ucznia C. G. Langhansa. Pałac znajduje się w centrum miasta, przy ulicy 1 Maja 9.

## Opis
Pałac posiada dwie kondygnacje, jest murowany z cegły i kamienia. Składa się z trzech skrzydeł tworzących łącznie plan litery "U", otwartej od ulicy, gdzie znajduje się honorowy dziedziniec. Główne, środkowe skrzydło ozdobione reprezentacyjnym ryzalitem, zwieńczonym frontonem wspartym na półkolumnach z widniejącą  datą "MDCCCI". Pałac został wybudowany na zlecenie kupca J. Sonnabenda, a w 1834 roku obiekt kupiła bogata rodzina kupiecka Albertich. W 1926 roku pałac stał się własnością miasta i utworzono w nim Muzeum Okręgowe w Wałbrzychu.